# Ітеро-де-ла-Вега
Ітеро-де-ла-Вега (ісп. Itero de la Vega) — муніципалітет в Іспанії, у складі автономної спільноти Кастилія-і-Леон, у провінції Паленсія. Населення — 180 осіб (2010).
Муніципалітет розташований на відстані близько 210 км на північ від Мадрида, 37 км на північний схід від Паленсії.

## Демографія
Динаміка населення (INE ):